# Pila (Buenos Aires)

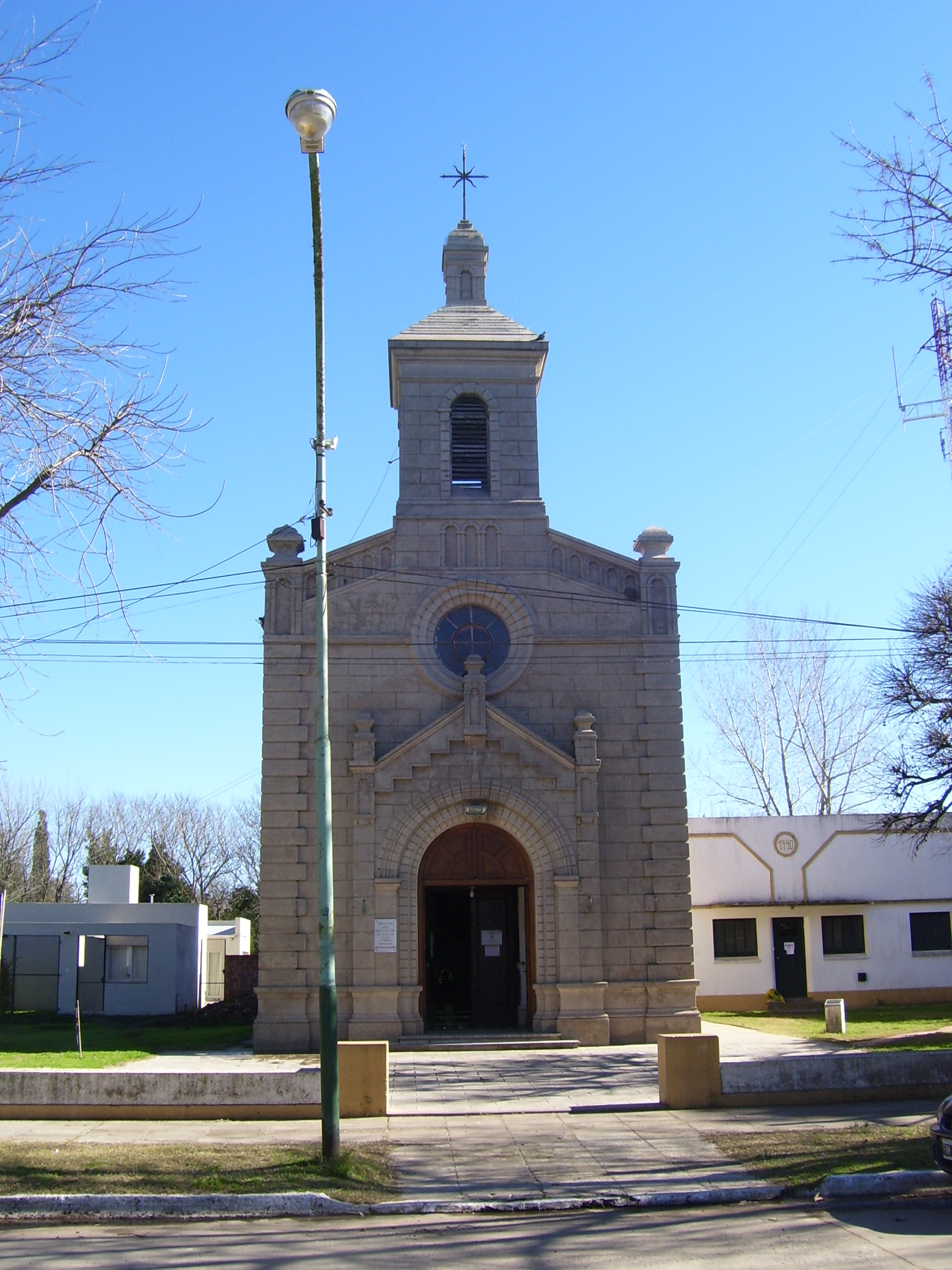
La Iglesia Parroquial de Pila.

Pila es una ciudad argentina situada en el centro este de la provincia de Buenos Aires. Es la cabecera del partido homónimo.
El partido de Pila se encuentra ubicado en el centro este de la provincia de Buenos Aires, a 190 km aproximadamente de la Ciudad Autónoma de Buenos Aires. Limita con los partidos de General Belgrano, Chascomús, Castelli, Dolores, General Guido, Ayacucho, Rauch y Las Flores.
Está integrado por las localidades y parajes: Pila (ciudad cabecera del partido), Casalins, Real Audiencia, El Zorro, Camarón Chico, El 80, Los Toldos Viejos, Las Chilcas, Hinojales, La Victoria, De María, Las Lechuzas y El Venado.
Atraviesan el territorio de nuestro Partido las rutas provinciales N° 41, N° 57 y N° 29.

## Población
Cuenta con 2502 habitantes (Indec, 2010), lo que representa un incremento del 20% frente a los 2085 habitantes (Indec, 2001) del censo anterior.
| Gráfica de evolución demográfica de Pila entre 1960 y 2010 |
|                                                            |
| Fuentes: INDEC                                             |

## Historia
En 1776 se crea el Virreinato del Río de La Plata, y desde entonces se contempló la posibilidad de extender la frontera Sur en territorios indígenas. El río Salado marcaba la frontera entre la población blanca y los pueblos originarios, y muy pocos establecimientos habían intentado los españoles al sur del mismo.
Desde la época colonial los españoles otorgaron tierras para asentamiento pastoril estableciendo sus límites naturales de acuerdo a la topografía, como por ejemplo el Rincón de López. También de esta manera surge el Rincón de Callejas, encuadrado entre el Río Salado y el Arroyo Camarones. Este Rincón de Callejas quedó ubicado dentro del partido de Dolores, creado en 1830. 
Como consecuencia de la revolución de los Libres del Sur, la división del partido de Dolores dio lugar a la creación, con fecha 21 de diciembre de 1839, de los Partidos de Tordillo y Pila, por orden del brigadier general Juan Manuel de Rosas.
El origen del nombre de la localidad es dudoso, aunque la versión más difundida afirma que uno de los soldados de Juan Manuel de Rosas (o de una campaña anterior) intentó beber agua del río Salado, notándola muy salada, lo que le hizo exclamar "Es como agua e´pila", por el agua de la pila bautismal.
Tropas del partido de Pila tuvieron una importante actuación en favor de Bartolomé Mitre durante la revolución de 1874.

## Parroquias de la Iglesia católica en Pila
| Diócesis  | Chascomús       |
| --------- | --------------- |
| Parroquia | Sagrado Corazón |